# Aneb-Hetch

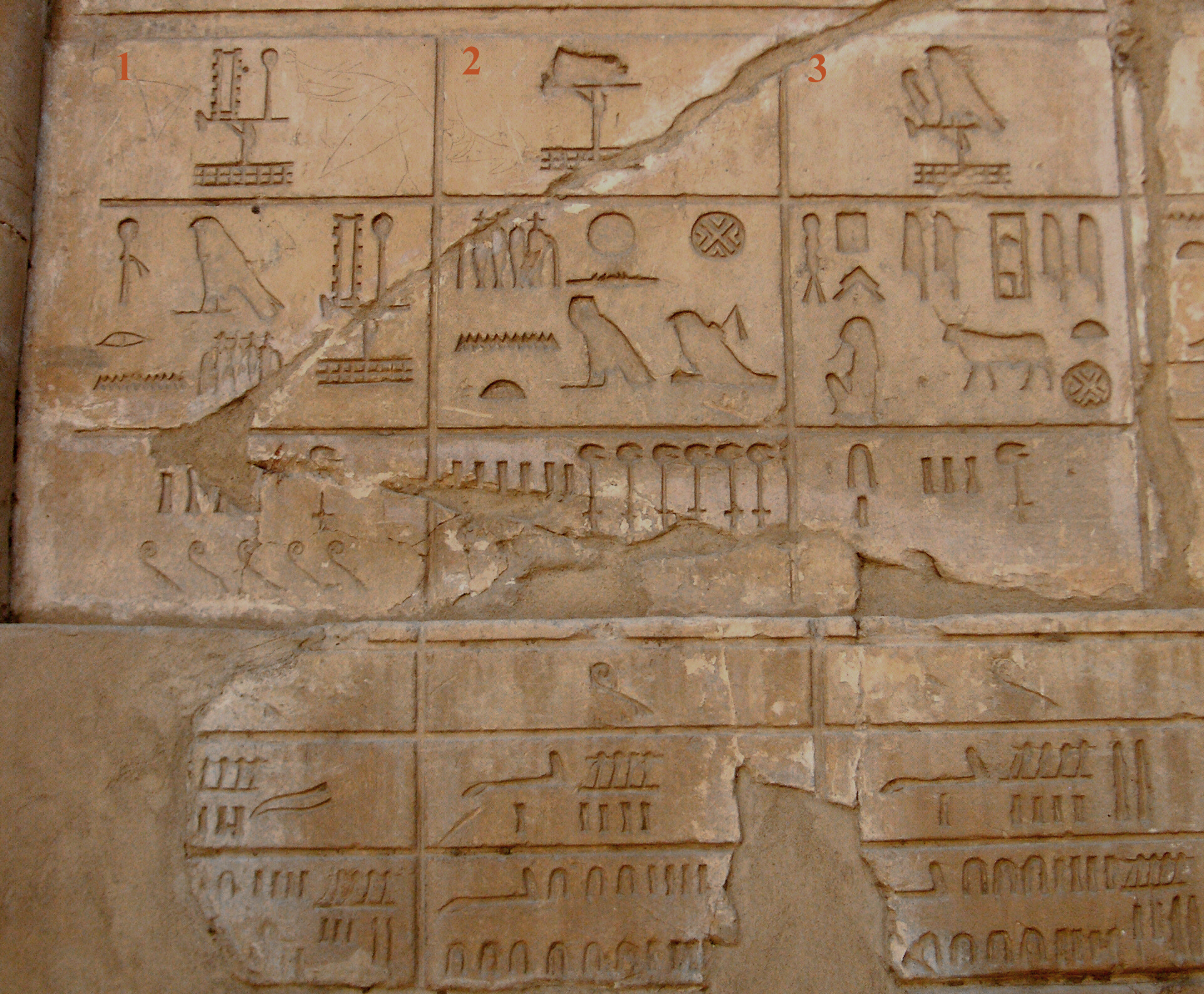
Aneb-Hetch, nome 1 tại "Nhà Nguyện Trắng" ở Karnak

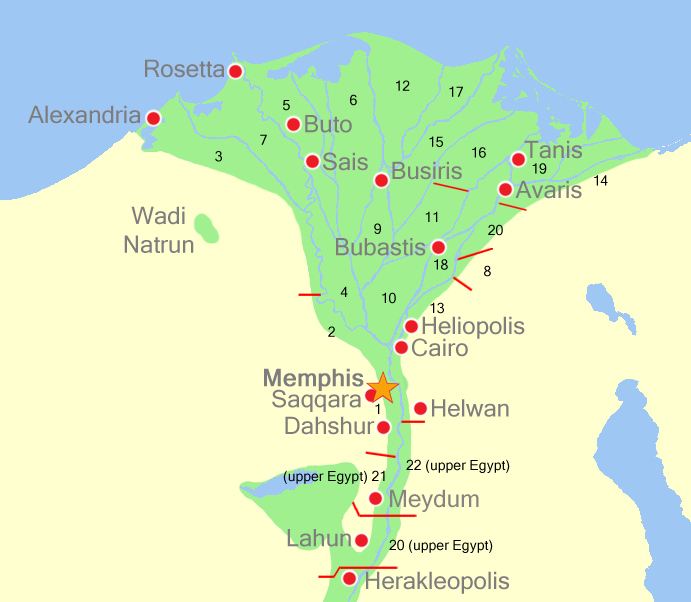
Bản đồ toàn bộ các nome ở Hạ Ai Cập

Aneb-Hetch (Những Bức Tường Trắng, cũng là Inbu-Hedj, Pháo đài Trắng) là một trong số 42 nome (phân khu quản lý hành chính) ở Ai Cập cổ đại.

## Địa lý
Aneb-Hetch là một trong số 20 nome ở Hạ Ai Cập và có số thứ tự quận là 1.
Các Niwt (thành phố chính) là Menefer/Memphis (Một phần của Mit Rahina ngày nay) và Saqqara.

## Lịch sử
Mỗi một nome lại được cai trị bởi một nomarch (tổng đốc tỉnh), người trả lời trực tiếp trước pharaon.
Mỗi một niwt có một Het net (đền thờ) được dành cho vị thần chính của nó và một Heqa het (dinh thự của nomarch).
Vị thần chính của quận này là Horus; các vị thần quan trọng khác nữa là Apis, Hathor, Isis, Nefertem, Ptah, Seker và Sekhmet.